# Fissidens luisierii
Fissidens luisierii är en bladmossart som beskrevs av Potier de la Varde 1955. Fissidens luisierii ingår i släktet fickmossor, och familjen Fissidentaceae. Inga underarter finns listade i Catalogue of Life.